# Provinz Sidi Kacem

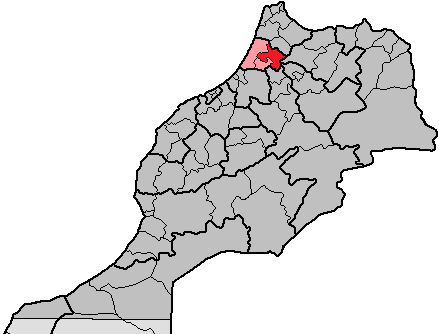
Provinz Sidi Kacem in der Region Gharb-Chrarda-Béni Hsen

Sidi Kacem (arabisch إقليم سيدي قاسم) ist eine Provinz in Marokko. Sie gehört seit der Verwaltungsreform von 2015 zur Region Rabat-Salé-Kénitra und liegt nördlich der Stadt Meknès. Die Provinz hat 692.239 Einwohner (2004).

## Größte Orte
Die mit (M) gekennzeichneten Orte sind als Städte (municipalités) eingestuft, die übrigen gelten als Landgemeinden (communes rurales) und bestehen hauptsächlich aus zahlreichen Dörfern.
| Gemeinde             | Einwohner (2. September 1994) | Einwohner (2. September 2004) |
| -------------------- | ----------------------------- | ----------------------------- |
| Sidi Kacem (M)       | 67.582                        | 74.062                        |
| Mechra Bel Ksiri (M) | 23.876                        | 27.630                        |
| Jorf El Melha (M)    | 10.187                        | 20.581                        |
| Dar Gueddari (M)     | 5.403                         | 6.011                         |
| Had Kourt (M)        | 4.296                         | 5.051                         |
| Dar Laâslouji        | 24.679                        | 27.836                        |
| Sidi al Kamel        | 24.415                        | 26.800                        |
| Aïn Dfali            | 23.930                        | 24.521                        |
| Sefsaf               | 20.977                        | 22.941                        |
| Nouirate             | 20.551                        | 22.639                        |
| Sidi Redouane        | 19.984                        | 20.782                        |
| Khnichet             | 19.821                        | 20.899                        |
| Lamrabih             | 19.453                        | 20.187                        |

## Geschichte
Vor der Verwaltungsreform  von 2015 gehörte die Provinz Sidi Kacem zur Region Gharb-Chrarda-Béni Hsen.